# 李延罡
李延罡（?—?），原名彥貞，字期叔、又字我生，號辰山、又号寒村。上海南匯人，明末清初医学家。
遷居松江。明大理評事李中立之子，名醫李中梓之侄。明亡後曾至桂林投永曆帝，舉兵抗清。兵敗後避居浙江嘉興，以醫為業，治病多奇效。著有《脈訣匯辨》十卷。另有《南吳舊話錄》、《論鷴亭集》等。